# ダン・ティ・バ
ダン・ティ・バ(ドン・ティ・バ、ベトナム語：Đàn tỳ bà / 彈琵琶)はベトナムの民族楽器の一つ。撥弦楽器、琵琶をベトナム化させたものである、形と調弦が同じである。

## 概要
ダン・ティ・バは、600年代初頭から用いられ始めた。宮廷音楽と関わりが深く、現在でもフエの宮廷で合奏に用いられる。大きさは、長さが約80センチメートル、幅が約25センチメートルほど。胴は桐で作られ、特徴的な洋梨形の形状をしている。4本のナイロン弦(昔は縒った絹糸)が張られる。垂直に構えて演奏され、しばしば左手の指を用いたポルタメント奏法が用いられる。
ダン・ティ・バの名は、琵琶をベトナム化させたものである。「ダン」とは弦楽器を意味する接頭辞で、キン族の用いる伝統的な弦楽器の大半に用いられる語である。
ティ・バ・ハイン(ベトナム語：Tỳ bà hành / 琵琶行)はよく知られたカチュの合奏曲の一つである。